# Take the A Train
Take the A Train is een jazznummer geschreven door Billy Strayhorn in 1939 voor het orkest van Duke Ellington. De 'A-train' uit de titel slaat op een metrolijn in New York, die toentertijd liep van Brooklyn, via de wijk Harlem naar het noorden van Manhattan.
Het nummer is een jazzstandard en een swing-stuk bestaande uit 32 maten. Kenmerkend is het tweede akkoord, D7♭5 (voor C-instrumenten), dat wel wat weg heeft van de stoomfluit van een trein. Dit wordt met name in het piano intro benadrukt, waarin hetzelfde akkoord verwerkt zit en klinkt als een vertreksignaal.
In een uitvoering van het Duke Ellington Orchestra is het nummer onder meer te vinden op het album "Live At Newport" (1956).

## NPO Radio 2 Top 2000
| Nummer met noteringen in de NPO Radio 2 Top 2000 | '99  | '00 | '01  |
| ------------------------------------------------ | ---- | --- | ---- |
| Take the A Train                                 | 1672 | -   | 1679 |

1. ↑  Een '-' betekent dat het nummer niet was genoteerd en een vetgedrukt getal geeft de hoogste notering aan.
2. ↑  Deze tabel is bijgewerkt tot en met de laatste editie (2024).